# 関東地方の重要文化財一覧
関東地方の重要文化財一覧（かんとうちほうのじゅうようぶんかざい いちらん）
本項は、日本国の文化財保護法に基づき同国の文部科学大臣が指定した重要文化財（美術工芸品）の所有者別一覧である。本項には関東地方のうち東京都を除く6県分を収録する。（東京都については東京都の重要文化財一覧）を参照。）

## 凡例

### 収録対象
- 本一覧の収録対象は、日本の文化財保護法第27条第1項に基づき文部科学大臣が指定した重要文化財のうち、「美術工芸品」に分類されるものである。重要文化財のうち「建造物」については、本一覧には収録していない。
- 当地域にある重要文化財建造物については、別項「関東地方にある建造物の重要文化財一覧」を参照。
- ○印を付した物件は国宝である。なお、文化財保護法の規定では、国宝は重要文化財指定物件のうちから指定することとされている（同法第27条第2項）。
- 3件以上の重要文化財を有する社寺、博物館等で、ウィキペディア日本語版に記事があり、かつ、記事中に当該社寺、博物館等所有の文化財一覧が含まれている場合は、当該記事へのリンクのみを付した。これに該当する社寺、博物館等については、「一覧 (1)」に収録した。
- 日本国（文化庁）所有の考古資料のうち、出土地の地方公共団体によって保管・管理されているものについては、実際の保管先である都道府県の欄に記載した（例：「武蔵埼玉稲荷山古墳出土品」は、文化庁の所在地である東京都の欄ではなく、保管先である埼玉県の欄に記載）。ただし、個人コレクション等からの購入によって日本国（文化庁）所有となった考古資料については上記に該当しない。
- 所有者が宗教法人・公益法人以外の法人（株式会社等）である場合は、法人名を省略し、単に「法人」と表記した。ただし、当該法人がギャラリー、資料館等を開設し、自ら文化財の公開を行っている場合はこの限りでない。
- 所有者の住所と文化財の保管場所とは必ずしも同一とは限らない。また、社寺、個人等所有の国宝・重要文化財については、国立・県立の博物館等に寄託されているものが多い。
- 文化庁の調査により「所在不明」とされている重要文化財については、「（所在不明）」と記し、旧所在地の都道府県の欄に収録した。[1]

### 典拠
- 2000年までの指定物件については文化庁編『国宝・重要文化財総合目録』（第一法規、1980）および『国宝・重要文化財大全 別巻』（所有者別総合目録・名称総索引・統計資料）（毎日新聞社、2000）を典拠とし、それ以降の新規指定、名称変更等については官報告示による。なお、所有者・所在場所の変更については、移動先の地方公共団体の文化財一覧、博物館の公式サイト等によって確認できる場合には、それを反映している。
- 個人所有物件については、原則的には『国宝・重要文化財大全 別巻』（所有者別総合目録・名称総索引・統計資料）に基づき、該当する都道府県の欄の最後に記載した。ただし、県境を越えての移動、個人から博物館等への所蔵先変更が、移動先の地方公共団体の文化財一覧、博物館の公式サイト等によって確認できる場合には、それを反映している。

## 茨城県
茨城県（茨城県立歴史館保管）
- 茨城県三昧塚古墳出土品
- 一橋徳川家関係資料4,715点[2][3]

水戸東照宮 水戸市宮町　
- 太刀 銘則包作

善重寺 水戸市酒門町
- 木造聖徳太子立像

六地蔵寺 水戸市六反田町
- 朱塗足付盥 4口

徳川ミュージアム 水戸市見川（法人所在地：東京都世田谷区等々力）
- 日本書紀神代巻 上下
- 施氏七書講義 巻第四十 問対上（金沢文庫本）
- 周易正義 自巻第五至第九（金沢文庫本）
- 大燈国師墨蹟 法語 元弘二年孟夏
- ドチリーナ・キリシタン（吉利支丹版西暦1600年）
- 服飾類（徳川家康譲品）（胴服6領、小袖6領、綿子2領、紙子小袖1領、陣羽織2領、裃1領、肩衣2領、長袴2腰、軽衫4腰、具足下着7領、下着2領、襟巻1枚、下帯3条、帯8条、夜着1領、蒲団2枚、蚊帳1張）

岩谷寺 笠間市来栖
- 木造薬師如来坐像
- 木造薬師如来立像 建長五年銘

弥勒教会 笠間市石寺
- 木造弥勒仏立像 宝治元年四月、藤原時朝等の銘あり

楞厳寺 笠間市片庭
- 木造千手観音立像 建長四年銘

円福寺 東茨城郡茨城町鳥羽田
- 木造阿弥陀如来坐像

小松寺 東茨城郡城里町上入野　
- 木造浮彫如意輪観音像

薬師寺 東茨城郡城里町石塚
- 木造薬師如来及両脇侍像（附 銅造胎内仏1躯）

楽法寺 桜川市本木　
- 木造観世音菩薩立像（附：木造観世音菩薩立像（前立像））

月山寺 桜川市西小塙　
- 網代笈

観音寺 筑西市中舘
- 木造観音菩薩立像 像内に貞治二年の修理銘あり

古河市（古河歴史博物館保管）
- 鷹見泉石関係資料

妙安寺 坂東市みむら
- 絹本著色聖徳太子絵伝 4幅

土浦市（土浦市立博物館保管）
- ○短刀 銘筑州住行弘 観応元年八月日
- 太刀 銘守家造
- 太刀 銘信房作
- 太刀 銘恒次
- 短刀 銘国光

土浦市（土浦市上高津貝塚ふるさと歴史の広場保管）
- 茨城県武者塚古墳出土品

常福寺 土浦市下高津
- 木造薬師如来坐像

法雲寺 土浦市高岡　
- 絹本著色復庵和尚像・高峰和尚像（附中峰和尚像）

等覚寺 土浦市大手町
- 銅鐘 建永年中銘

般若寺 土浦市宍塚
- 銅鐘 建治元年銘

産業技術総合研究所（計量標準総合センター保管）つくば市梅園
- メートル条約並度量衡法関係原器（メートル原器1本、メートル副原器1本、尺原器2本、附トンヌロー温度計2本、メートル原器校正証明書1通）

筑波山神社 つくば市筑波　
- 太刀 銘吉宗

不動院 つくばみらい市板橋
- 木造不動明王及二童子立像

金龍寺 龍ケ崎市若柴町　
- 絹本著色十六羅漢像

徳満寺 北相馬郡利根町布川
- 金銅板両界曼荼羅 2面 建久五年銘

無量寿寺 鉾田市鳥栖
- 紙本著色拾遺古徳伝（残欠）1巻

福泉寺 鉾田市大蔵
- 木造釈迦如来立像

鹿島神宮 鹿嶋市宮中　
- 〇直刀・黒漆平文大刀拵（附 刀唐櫃）
- 梅竹蒔絵鞍（附 四手蒔絵居木一双）

長勝寺 潮来市潮来
- 銅鐘 元徳庚午（二年）銘

上宮寺 那珂市本米崎
- 紙本著色聖徳太子絵伝1巻

静神社  那珂市静　
- 銅印「静神宮印」

常福寺 那珂市瓜連
- 紙本著色拾遺古徳伝9巻
- 絹本著色法然上人像

常陸大宮市
- 茨城県泉坂下遺跡出土品（常陸大宮市歴史民俗資料館保管）

中染町 常陸太田市中染町
- 鉄造阿弥陀如来立像 弘長四年西念、良覚作

西光寺 常陸太田市下利員
- 木造薬師如来坐像

高萩市（高萩市歴史民俗資料館保管） 
- 長久保赤水関係資料693点[2][4]

個人
- 埴輪男子立像 群馬県藤岡市本郷出土

個人
- 太刀 銘備州長船住家助応永廿一年二月日

個人
- 太刀 銘備州長船住景光（1938年指定）[5]

## 栃木県

### 一覧 (1)
3件以上の重要文化財を有する社寺、博物館等で、ウィキペディア日本語版に記事があり、かつ、記事中に当該社寺、博物館等所有の文化財一覧が含まれているものについては、本欄に記載する。
以下の社寺、博物館等が所蔵する重要文化財については、リンク先の当該社寺、博物館等の項目を参照のこと。
足利学校遺蹟図書館（所有者：足利市）、雲巌寺、日光東照宮、日光二荒山神社、鑁阿寺、輪王寺

### 一覧 (2)
一覧 (1) に記載した以外の社寺等所有の文化財については以下に記載する。
宇都宮市
- 栃木県根古屋台遺跡土壙出土品

一向寺 宇都宮市西原
- 銅造阿弥陀如来坐像 応永十二年銘

清巌寺 宇都宮市大通り
- 鉄塔婆 正和元年銘

大谷寺 宇都宮市大谷町
- 大谷磨崖仏

光得寺 足利市菅田町
- 厨子入木造大日如来坐像 運慶作（推定）

長林寺 足利市西宮町
- 絹本墨画淡彩観瀑図 狩野正信筆 横川景三賛

鶏足寺 足利市小俣町
- 銅印 印文「鶏足寺印」
- 太刀 銘力王（附黒漆太刀拵）

五尊教会 足利市小俣町鶏足寺内
- 梵鐘 弘長三年銘

栗田美術館 足利市駒場町
- 鍋島色絵岩牡丹文大皿

佐野市（佐野市立吉澤記念美術館保管）
- 絹本著色菜蟲譜 1巻 伊藤若冲筆

龍江院 佐野市上羽田町
- 木造エラスムス立像

観音堂 佐野市富岡町
- 鋳銅梅竹文透釣燈籠 天文十四年銘

唐沢山神社 佐野市富士町
- 甲冑金具 号避来矢

栃木市
- 栃木県藤岡神社遺跡出土品（縄文時代）
- 下野七廻り鏡塚古墳出土品（栃木市おおひら歴史民俗資料館保管[6]）

薬師堂 栃木市西方町金井
- 鉄造薬師如来坐像 建治三年銘

下野市
- 栃木県甲塚古墳出土品（下野市立しもつけ風土記の丘資料館保管）

専修寺 真岡市高田
- 木造顕智坐像（附:木造真仏坐像）

寺山観音寺 矢板市長井
- 木造千手観音及両脇侍像

中禅寺 日光市中宮祠
- 木造千手観音立像（所有者は輪王寺）

温泉神社 日光市湯元
- 銅祠 永正十年銘（二荒山神社中宮祠宝物館保管）

笠石神社 大田原市湯津上
- ○那須国造碑

専称寺 那須郡那須町伊王野
- 金銅阿弥陀如来立像 文永四年銘

那須塩原市（那須野が原博物館保管）
- 深鉢形土器 30箇 栃木県那須郡西那須野町槻沢遺跡土壙出土

個人
- 短刀 銘宇都宮大明神相模国住人広光 八幡大菩薩文和五年卯月日

個人（大田原市・那須与一伝承館保管）
- 太刀 銘成高・綾包太刀拵（附：那須家軍器図）

個人
- 大刀 鎬造（1989年指定）[7]

## 群馬県
日本国（文化庁）所有
- 〇群馬県綿貫観音山古墳出土品（群馬県立歴史博物館保管）
- 群馬県舞台一号墳出土品（群馬県立歴史博物館保管）
- 上野塚廻り古墳群出土埴輪（群馬県立歴史博物館保管）

群馬県（群馬県立近代美術館保管）
- 絹本著色羅漢像 金大受筆
- 紙本墨画山水図「赤蠅」印 2幅

群馬県（群馬県立歴史博物館保管）
- 埴輪鶏 群馬県佐波郡境町上武士天神山出土
- 岩版 群馬県佐波郡境町米岡出土
- 緑釉水注1口、緑釉埦3口、緑釉皿4枚、銅鋺1口　群馬県前橋市総社町総社出土

群馬県（群馬県埋蔵文化財調査センター保管）
- 深鉢形土器7箇・浅鉢形土器1箇 群馬県勢多郡北橘村房谷戸遺跡出土（縄文時代）

群馬県（前橋市保管）
- 上野国山王廃寺塔心柱根巻石（前橋市総社町総社日枝神社所在）

群馬県（群馬県立文書館保管）
- 群馬県行政文書 17858点

善勝寺 前橋市端気町　
- 鉄造阿弥陀如来坐像 仁治四年銘

高崎市（高崎市観音塚考古資料館保管）
- 上野八幡観音塚古墳出土品

西光寺 高崎市保渡田町
- 上野国保渡田薬師塚古墳出土品

桐生市
- 上野千網谷戸遺跡出土品

相川考古館 伊勢崎市三光町
- 埴輪男子立像 群馬県邑楽郡大泉町出土
- 埴輪男子立像 群馬県伊勢崎市八寸権現山出土
- 埴輪男子倚像 群馬県前橋市出土
- 埴輪武装男子立像 群馬県新田郡強戸村成塚出土

太田市
- 群馬県下宿遺跡出土品（太田市立新田荘歴史資料館保管）

世良田東照宮 太田市世良田町　
- 太刀 銘了戒

長楽寺 太田市世良田町
- 絹本墨画出山釈迦図 東明慧日賛
- 長楽寺文書 7巻（115通）

青蓮寺 桐生市西久方町　
- 銅造阿弥陀如来及両脇侍立像

藤岡市
- 群馬県平井一号墳出土品

満福寺 藤岡市譲原
- 紙本著色泰西王侯図 2幅

妙義神社  富岡市妙義町妙義　
- 紙本著色地蔵菩薩霊験記

一之宮貫前神社 富岡市一ノ宮
- 白銅月宮鏡
- 銅鏡 2面（梅雀文様、竹虎文様）

渋川市
- 群馬県道訓前遺跡出土品（縄文時代）

不動寺 渋川市赤城町宮田
- 石造不動明王立像 建長三年、仏師院隆、院□の銘（附:像内納入品）

アルカンシエール美術財団（渋川市金井 原美術館ARC保管）法人所在地：東京都品川区東五反田
- 紙本金地著色縄暖簾図 二曲一隻（右扇後補）
- ○青磁下蕪花生

光恩寺 邑楽郡千代田町赤岩
- 銅五種鈴

榛東村（榛東村耳飾り館保管）
- 群馬県茅野遺跡出土品

個人
- 紫紙金字華厳経 巻第六五
- 紺紙銀字華厳経 巻第一
- 大般若経 巻第二百五十七（池上内親王願経）

個人
- 土偶 群馬県吾妻郡吾妻町郷原出土[8]

## 埼玉県

### 一覧 (1)
3件以上の重要文化財を有する社寺等で、ウィキペディア日本語版に記事があり、かつ、記事中に当該社寺等所有の文化財一覧が含まれているものについては、本欄に記載する。
以下の社寺等が所蔵する重要文化財については、リンク先の当該社寺等の項目を参照のこと。
- 喜多院
- 慈光寺

### 一覧 (2)
一覧 (1) に記載した以外の社寺等所有の文化財については以下に記載する。
日本国（文化庁）所有
- ○埼玉県稲荷山古墳出土品（金錯銘鉄剣など）（埼玉県立さきたま史跡の博物館保管）

埼玉県（埼玉県立歴史と民俗の博物館保管）
- ○太刀 銘備前国長船住左兵衛尉景光 作者進士三郎景政 嘉暦二二年己巳七月日
- ○短刀 銘備州長船住景光 元亨三年三月日

埼玉県（埼玉県立さきたま史跡の博物館保管）
- 十鈴鏡 伝群馬県佐波郡玉村町小泉出土

埼玉県
- 瓦塔・瓦堂 埼玉県美里町東山遺跡出土

埼玉県（埼玉県立文書館保管）
- 埼玉県行政文書 11259点

東日本旅客鉄道（株）（さいたま市 鉄道博物館保管）法人所在地：東京都渋谷区代々木
- 一号機関車 1871年英国製
- 一号御料車
- 鉄道古文書
- ナデ六一四一号電車 大正3年、鉄道院新橋工場製
- ED四〇形式一〇号電気機関車 大正十年、鉄道省大宮工場製

龍門寺 さいたま市岩槻区日の出町
- 刀 無銘 伝助真

桶川市（桶川市歴史民俗資料館保管）
- 埼玉県後谷遺跡出土品

泉福寺 桶川市川田谷　
- 木造阿弥陀如来坐像 弘長二年銘

熊野神社 桶川市川田谷
- 武蔵国北足立郡熊野神社境内古墳出土品

鴻巣市
- 埼玉県生出塚埴輪窯跡出土品

行田市（行田市郷土博物館保管）
- 埼玉県酒巻十四号墳出土埴輪95点

天洲寺 行田市荒木
- 木造聖徳太子立像 寛元五年、仏師法橋慶禅の銘

保寧寺 加須市日出安
- 木造阿弥陀如来及両脇侍像 建久七年宗慶作

甘棠院 久喜市本町　
- 紙本著色伝貞巌和尚像

鷲宮神社 久喜市鷲宮　
- 太刀 銘備中国住人吉次

浄山寺 越谷市野島
- 木造地蔵菩薩立像

西光院 南埼玉郡宮代町東
- 木造阿弥陀如来及両脇侍像

仙波東照宮 川越市小仙波町　
- 三十六歌仙額 岩佐勝以筆

養寿院 川越市元町　
- 銅鐘 文応元年銘

円照寺 入間市野田
- 板碑 元弘三年銘（附 板碑5基）

長光寺 飯能市下直竹
- 雲版 正和二年銘

常楽院 飯能市高山　
- 木造軍荼利明王立像

聖天院 日高市新堀
- 梵鐘 文応二年銘

高麗神社 日高市新堀
- 大般若経（自建暦元年至建保六年足利鶏足寺慶弁一筆経）456帖

常光院 熊谷市上中条
- 絹本著色阿弥陀聖衆来迎図

歓喜院 熊谷市妻沼　
- 錫杖頭 建久八年銘

深谷市
- 緑釉手付瓶（附：灰釉瓶）埼玉県大里郡岡部町西浦北遺跡第四号住居跡出土

等覚院 東松山市古凍
- 木造阿弥陀如来坐像

法恩寺 入間郡越生町越生　
- 絹本著色高野明神・丹生明神像　2幅
- 絹本著色釈迦三尊及び阿難・迦葉像（元時代）

大聖寺 比企郡小川町下里
- 石造法華経供養塔 康永三年銘・板碑 康永三年銘（考古資料）

向徳寺 比企郡嵐山町大蔵
- 銅造阿弥陀如来及両脇侍立像 宝治三年銘

遠山記念館 比企郡川島町白井沼
- 紙本著色三十六歌仙切（頼基）佐竹家伝来
- 絹本著色春靄起鴉図 岡田半江筆
- 紙本著色布晒舞図 英一蝶筆
- 秋野蒔絵手箱
- 寸松庵色紙（むめのかを）
- 源頼朝筆書状（文治三年十一月九日山城介宛）

泉福寺 比企郡滑川町和泉　
- 木造阿弥陀如来坐像 建長六年五月七日修覆仏師定生房の銘あり

光明寺 児玉郡神川町新里
- 銅造阿弥陀如来立像 永仁三年銘

個人
- 短刀 銘国光（1959年指定）（所在不明）

個人
- 太刀 銘備州長船秀光 応安二二（四）年十月日（所在不明）

個人
- 線刻阿弥陀五仏鏡像 永延二年銘[9]

個人
- 刀 額銘国俊（1953年指定）[10]

## 千葉県

### 一覧 (1)
3件以上の重要文化財を有する社寺、博物館等で、ウィキペディア日本語版に記事があり、かつ、記事中に当該社寺、博物館等所有の文化財一覧が含まれているものについては、本欄に記載する。
以下の社寺、博物館等が所蔵する重要文化財については、リンク先の当該社寺、博物館等の項目を参照のこと。
- 香取神宮
- 国立歴史民俗博物館
- 法華経寺
- 本土寺

### 一覧 (2)
一覧 (1) に記載した以外の社寺等所有の文化財については以下に記載する。
千葉県（千葉県立中央博物館大多喜城分館保管）
- 大薙刀 無銘 伝法城寺

浄光院 市川市中山　
- 絹本著色日蓮聖人像

松戸市（松戸市立博物館保管）
- 千葉県幸田貝塚出土品

万満寺 松戸市馬橋　
- 木造金剛力士立像

摘水軒記念文化振興財団 柏市柏
- 紙本墨画淡彩弄玉仙図 岩佐勝以筆

成田市
- 千葉県南羽鳥中岫１遺跡土坑出土品（縄文時代）

成田山新勝寺 成田市成田　
- 木造不動明王及二童子像

成田山仏教図書館 成田市田町
- 住吉物語

香取市（伊能忠敬記念館保管）
- ○伊能忠敬関係資料

観福寺 香取市牧野　
- 銅造懸仏4点（銅造釈迦如来坐像、銅造十一面観音坐像、銅造地蔵菩薩坐像、銅造薬師如来坐像）

荘厳寺 香取市佐原イ
- 木造十一面観音立像

松虫寺 印西市松虫　
- 木造薬師如来坐像 (1)、木造薬師如来立像 (6) （七仏薬師如来）7躯

結縁寺 印西市結縁寺　
- 銅造不動明王立像 嘉元元年銘

龍角寺 印旛郡栄町龍角寺　
- 銅造薬師如来坐像

木更津市（木更津市郷土博物館金のすず保管）　
- 千葉県金鈴塚古墳出土品

照願寺 いすみ市大原
- 紙本著色親鸞上人絵伝 4巻

長徳寺 匝瑳市横須賀
- 絹本著色愛染明王像
- 絹本著色普賢延命像

旭市（大原幽学記念館保管）
- 大原幽学関係資料

円福寺 銚子市馬場町　
- 鐃

常燈寺 銚子市常世田町　
- 木造薬師如来坐像

飯尾寺 長生郡長柄町山根　
- 木造不動明王坐像

眼蔵寺 長生郡長柄町長柄山　
- 梵鐘

笠森寺 長生郡長南町笠森　
- 鋳銅唐草文釣燈籠 2基

報恩寺 長生郡長南町報恩寺　
- 木造阿弥陀如来坐像 正応三年銘

玉前神社 長生郡一宮町一宮　
- 梅樹双雀鏡

妙楽寺 長生郡睦沢町妙楽寺　
- 木造大日如来坐像

那古寺 館山市那古　
- 銅造千手観音立像

小網寺 館山市出野尾
- 梵鐘 弘安九年銘

小松寺 南房総市千倉町大貫
- 銅造十一面観音坐像

石堂寺 南房総市石堂　
- 木造十一面観音立像

日本寺 安房郡鋸南町元名　
- 梵鐘

妙本寺 安房郡鋸南町吉浜
- 愛染不動感見記 日蓮筆

個人
- 刀 無銘 伝兼永

個人
- 刀 無銘 吉岡一文字

個人
- 香取大禰宜家文書（381通）15巻7冊

個人
- 紙本著色天狗草紙（所在不明）

個人
- 刀 銘日向住国広作天正十八年庚刁弐月吉日平顕長（山姥切）

個人
- 太刀 銘来国光（1952年指定）[11]

## 神奈川県

### 一覧 (1)
3件以上の重要文化財を有する社寺等で、ウィキペディア日本語版に記事があり、かつ、記事中に当該社寺等所有の文化財一覧が含まれているものについては、本欄に記載する。
以下の社寺等が所蔵する重要文化財については、リンク先の当該社寺等の項目を参照のこと。
円覚寺、覚園寺、建長寺、光明寺、極楽寺、寿福寺、清浄光寺、称名寺、總持寺、鶴岡八幡宮、東慶寺、箱根神社、日向薬師（宝城坊）、宝戒寺、明月院
- 以下の寺院（鎌倉市円覚寺塔頭）が所蔵する重要文化財については、円覚寺の項目を参照のこと。

黄梅院、帰源院、正伝庵、蔵六庵、続燈庵、伝宗庵、白雲庵

### 一覧 (2)
一覧 (1) に記載した以外の社寺等所有の文化財については以下に記載する。
神奈川県（神奈川県立金沢文庫保管）
- 建春門院中納言記
- 武蔵国鶴見寺尾郷絵図

神奈川県（神奈川県立歴史博物館保管）
- 絹本著色十王図
- 二十八間四方白星兜鉢
- 二十四間四方白星兜鉢
- 色々威腹巻 壺袖付

横浜市（横浜美術館保管）
- 銀板写真（遠藤又左衛門と従者像）エリファレット・ブラウン・ジュニア撮影 1854年（附：添状）

横浜市 横浜市西区みなとみらい二丁目地先所在
- 日本丸 昭和五年、株式会社川崎造船所製（附 文書・記録類181点、図面類351点）

馬の博物館（馬事文化財団）横浜市中区根岸台
- 張良図沈金鞍

三溪園保勝会 横浜市中区本牧三之谷　
- 木製多宝塔 宝徳二年銘

日本郵船株式会社 横浜市中区山下町山下公園地先所在（法人所在地：東京都千代田区丸の内）
- 氷川丸 昭和五年、横浜船渠株式会社製（附：航海日誌・諸記録類8点、図面類455点）

弘明寺 横浜市南区弘明寺町　
- 木造十一面観音立像

西方寺 横浜市港北区新羽町
- 注大般涅槃経 巻第十九

真福寺 横浜市青葉区荏田町
- 木造釈迦如来立像

東漸寺 横浜市磯子区杉田　
- 梵鐘 永仁六年銘

證菩提寺 横浜市栄区上郷町
- 木造阿弥陀如来及両脇侍像

横浜市立大学 横浜市金沢区瀬戸
- 新古今和歌集竟宴和歌

瀬戸神社 横浜市金沢区瀬戸　
- 木造舞楽面（陵王、抜頭）2面

光明院 横浜市金沢区金沢町（称名寺子院）
- 木造大威徳明王像（運慶作）・像内納入品

明長寺 川崎市川崎区大師本町
- 葵梶葉文染分辻が花染小袖

影向寺 川崎市宮前区野川　
- 木造薬師如来及両脇侍像

鎌倉市（鎌倉国宝館保管）
- 円覚寺仏殿造営図（建地割図、指図）2鋪 元亀四年

妙本寺 鎌倉市大町　
- 銅造雲版 建武四年銘

浄光明寺 鎌倉市扇ガ谷
- 木造阿弥陀如来及び両脇侍坐像
- 浄光明寺敷地絵図

英勝寺 鎌倉市扇ガ谷　
- 木造阿弥陀如来及両脇侍像龕

浄妙寺 鎌倉市浄明寺　
- 木造退耕行勇坐像

報国寺 鎌倉市浄明寺
- 東帰集（伝仏乗禅師筆）1冊、1巻（附:絹本著色仏乗禅師像、堆朱印櫃入木印2顆）
- 仏乗禅師（天岸慧広）度牒1通・仏乗禅師戒牒4幅

瑞泉寺 鎌倉市二階堂　
- 木造夢窓国師坐像

荏柄天神社 鎌倉市二階堂　
- 木造天神坐像 弘長元年銘（附:木造天神立像）

杉本寺 鎌倉市二階堂
- 木造十一面観音立像
- 木造十一面観音立像

明王院 鎌倉市十二所　
- 木造不動明王坐像

光触寺 鎌倉市十二所
- 木造阿弥陀如来及両脇侍立像
- 紙本淡彩頬焼阿弥陀縁起 2巻

高徳院 鎌倉市長谷　
- ○銅造阿弥陀如来坐像

長谷寺 鎌倉市長谷
- 十一面観音懸仏6面
- 梵鐘 文永元年銘

川端康成記念会 鎌倉市長谷
- ○紙本淡彩十便図（池大雅筆）・十宜図（与謝蕪村筆）
- ○紙本墨画凍雲篩雪図 浦上玉堂筆

浄智寺 鎌倉市山ノ内
- 木造地蔵菩薩坐像
- 西来庵修造勧進状

円応寺 鎌倉市山ノ内　
- 木造閻魔王坐像・木造初江王坐像・木造倶生神坐像2躯・木造奪衣婆坐像・木造鬼卒立像・木造檀拏幢[12]

正統院 鎌倉市山ノ内'
- 木造高峰顕日坐像 正和四年院恵等銘 - 建長寺の項を参照

松ヶ岡文庫 鎌倉市山ノ内
- 新編仏法大明録 8冊

常楽寺 鎌倉市大船　
- 梵鐘 宝治二年銘

青蓮寺 鎌倉市手広
- 木造弘法大師坐像
- 蓮唐草蒔絵箱形礼盤・黒漆華形大壇

常盤山文庫 （鎌倉市笹目町）
- 東京都の重要文化財一覧を参照。

山口蓬春記念館 葉山町一色（所有者：東京都港区港南 JR東海生涯学習財団）
- 紙本著色十二ヶ月風俗図 1帖

横須賀市（横須賀市自然・人文博物館保管、ヴェルニー記念館所在）
- スチームハンマー 2台

浄楽寺 横須賀市芦名
- 木造阿弥陀如来及両脇侍像 運慶作（附 木造月輪形銘札 3枚）
- 木造不動明王立像・毘沙門天立像 運慶作（附 木造月輪形銘札 3枚）

満願寺 横須賀市岩戸
- 木造菩薩立像
- 木造地蔵菩薩立像

満昌寺 横須賀市大矢部
- 木造三浦義明坐像

清雲寺 横須賀市大矢部
- 木造観音菩薩坐像（南宋時代）

曹源寺 横須賀市公郷町
- 木造十二神将立像

養命寺 藤沢市城南　
- 木造薬師如来坐像

江島神社 藤沢市江の島　
- 木造弁才天坐像[13]

相模国分寺 海老名市国分南　
- 梵鐘 正応五年銘

龍峰寺 海老名市国分北
- 木造千手観音立像

星谷寺 座間市入谷　
- 銅鐘 嘉禄三年銘

大山寺 伊勢原市大山　
- 鉄造不動明王及二童子像

金剛寺 厚木市飯山
- 木造阿弥陀如来坐像

国立映画アーカイブ相模原分館 相模原市中央区高根（所有者：独立行政法人国立美術館）
- 映画フィルム「紅葉狩」
- 映画フィルム「楠公訣別」
- 映画フィルム「小林富次郎葬儀」2巻（ネガフィルム、ポジフィルム）

宝生寺 茅ヶ崎市西久保
- 銅造阿弥陀如来及両脇侍立像

八剱神社 平塚市下吉沢
- 木造不動明王立像

報身寺 小田原市南町
- 絹本著色阿弥陀如来像

宝金剛寺 小田原市国府津
- 銅造大日如来坐像

蓮台寺 小田原市国府津
- 木造真教坐像 文保二年銘

王福寺 中郡大磯町寺坂
- 木造薬師如来坐像

善福寺 中郡大磯町高麗
- 木造伝了源坐像

最明寺 足柄上郡大井町金子
- 往生要集 3帖

日本国所有（文部科学省所管）
- 元箱根磨崖仏（地蔵菩薩坐像）

箱根町
- 元箱根磨崖仏29躯
  - 地蔵菩薩立像24躯・阿弥陀如来立像1躯・供養菩薩立像1躯 永仁元年、同三年等銘
  - 地蔵菩薩立像3躯 応長元年銘

早雲寺 足柄下郡箱根町湯本
- 絹本淡彩北条早雲像
- 織物張文台及硯箱（伝北条氏政所用）

岡田美術館 足柄下郡箱根町小涌谷（所有者は個人）
- 絹本著色虫魚帖 渡辺崋山筆
- 木造薬師如来坐像
- 色絵輪宝羯磨文香炉 仁清
- 色絵竜田川文透彫反鉢 尾形乾山作

箱根美術館 足柄下郡箱根町強羅（所有者は静岡県熱海市・世界救世教）
- 埴輪男子立像 群馬県伊勢崎市波志江町出土

木村美術館 足柄下郡湯河原町鍛冶屋
- 刀 無銘 伝行光

個人
- 紙本墨画蓮花水禽図 俵屋宗達筆（所在不明）

個人
- 紙本墨画淡彩山水図 青木木米筆 文政七年（所在不明）

個人
- 続古今集 巻下

個人
- 紺紙金字仏舎利奉納願文 九条兼実筆（所在不明）

個人
- 伏見天皇宸翰消息 九月廿六日

法人
- 短刀 銘鎌倉住人新藤五国光作 永仁元年十月三日
- 象図鐔 銘安親

個人
- 伝藤原佐理筆賀歌絹地切（うこきなき）

個人
- 亀山天皇宸翰消息 嘉元三年八月五日

個人
- 太刀 銘来国光・梨地金螺鈿蛭巻打刀拵

個人
- 短刀 銘来国光 元徳二年以下切（所在不明）

個人
- 銅錫杖頭
- 鬼瓦 伝奈良市大安寺出土

個人
- 太刀 銘大和国尻懸住則長作

個人
- 太刀 無銘 伝光忠（1952年指定）（所在不明）

個人
- 太刀 銘定吉（1949年指定）（所在不明）
- 短刀 銘賀州住真景 貞治六年月日（所在不明）

個人
- 刀 金象嵌銘貞次磨上之本阿（花押）（名物大青江）[14]
- 短刀 銘安吉（1957年指定）
- 短刀 銘江州甘呂俊長（1958年指定）

個人　
- 片口土器（縄文）埼玉県入間郡福岡村上福岡出土[8]

個人　
- 壺形土器（弥生） 東京都大田区久が原出土

個人
- 土偶　神奈川県足柄上郡大井町山田字中屋敷出土

個人
- 紙本著色紫式部日記絵詞残欠

個人
- 紙本著色花鳥人物図 等春筆 六曲一双（11図） 各扇に景徐周麟の賛を貼付[14]

個人
- 灰釉壺 常滑

個人
- 絹本著色八字文殊曼荼羅図[14]

個人
- 紫宸殿蒔絵硯箱

## 補遺
（個人）
- 仏法大明録 巻第十、十一、十八、十九

本物件は神奈川県の個人旧蔵で、長らく所在不明となっているものであり、1952年刊行の『重要文化財目録 美術工芸品』（文化財保護委員会編・刊行）で所有者不明とされている。
（個人）
- 土版 青森県弘前市十腰内出土

本物件は、『国宝・重要文化財大全 別巻』（毎日新聞社、2000）には神奈川県の個人所蔵とあるが、神奈川県教育委員会サイトの「神奈川県文化財目録」には本物件の記載なし。文化庁の「国指定文化財等データベース」は本物件の所在を岩手県とするが、神奈川県から岩手県への所在地変更については他の公的資料から確認できない。

## 関連文献
- 文部省宗教局保存課編・刊行『国宝（宝物類）目録』、1940（参照：）
- 文化財保護委員会編・刊行『重要文化財目録 美術工芸品』、1952
- 文化財保護委員会編・刊行『指定文化財総合目録 昭和33年版（美術工芸品扁）』、1958
- 文化財保護委員会編・刊行『指定文化財総合目録 昭和43年版（美術工芸品扁）』、1968
- 文化庁編『国宝・重要文化財総合目録（美術工芸品編）』、1980、第一法規
- 文化庁監修『重要文化財』（全31巻別巻2巻）、毎日新聞社、1972-1982
- 文化庁監修『国宝・重要文化財大全』（全12巻別巻1巻）、毎日新聞社、1997-2000